# Hôtel du Croissant
L'hôtel du Croissant est un édifice situé à Bayeux, dans le département du Calvados, en région Normandie. L'édifice est partiellement inscrit au titre des monuments historiques.

## Localisation
Le monument est situé aux no 51 de la rue Saint-Jean ou impasse du Croissant selon une autre source.

## Historique
L'hôtel est édifié au XVe siècle ou au siècle suivant, dans un faubourg populaire par un « riche bourgeois ou une famille aristocratique ».
L'édifice, propriété de la ville et abandonné, est cédé à un groupe d'investisseurs en 2013 pour faire baisser ses coûts de fonctionnement, la transaction se concluant à 110 000 €, afin d'y aménager des appartements.
Une étude d'archéologie du bâti est réalisée avant les travaux d'aménagement.

## Description
L'immeuble est bâti en pierre plus précisément en pierre de taille et moëllons.
La tour d'escalier, rampe sur rampe, est imposante et sert d'habitation. Elle comporte une tourelle en encorbellement.
Un linteau armorié, qui a donné son nom à l'édifice et à l'impasse, est présent : il représente des étoiles et un croissant.

## Protection
Les façades et les toitures, ainsi que la fenêtre armoriée donnant sur l'impasse sont inscrites au titre des monuments historiques par arrêté du 24 juin 1975.